# GnomeBaker
GnomeBaker（グノーム・ベイカー）は、GNOME向けのCDおよびDVDライティングソフトである。
LinuxなどのUnix系オペレーティングシステム上で動作し、GPLのもとで配布されている自由ソフトウェアである。デスクトップのグラフィカルな操作で、CD/DVDを作成することができる。

## 機能
初心者でも直ぐに使い始めることができるように、インターフェースはシンプルなものになっている。したがって、搭載される機能も必要最小限に抑えられている。
- データCD/DVDの作成
- オーディオCDの作成
- CD-RWの消去
- DVD+-RWのフォーマット
- ISOイメージCDの作成
- ISOイメージDVDの作成

など。